# Agrotis longiclava
Agrotis longiclava är en fjärilsart som beskrevs av De Joannis 1913. Agrotis longiclava ingår i släktet Agrotis och familjen nattflyn. Inga underarter finns listade i Catalogue of Life.